# Corybas pruinosus
Corybas pruinosus är en orkidéart som först beskrevs av R.Cunn., och fick sitt nu gällande namn av Heinrich Gustav Reichenbach. Corybas pruinosus ingår i släktet Corybas, och familjen orkidéer. Inga underarter finns listade i Catalogue of Life.

## Bildgalleri

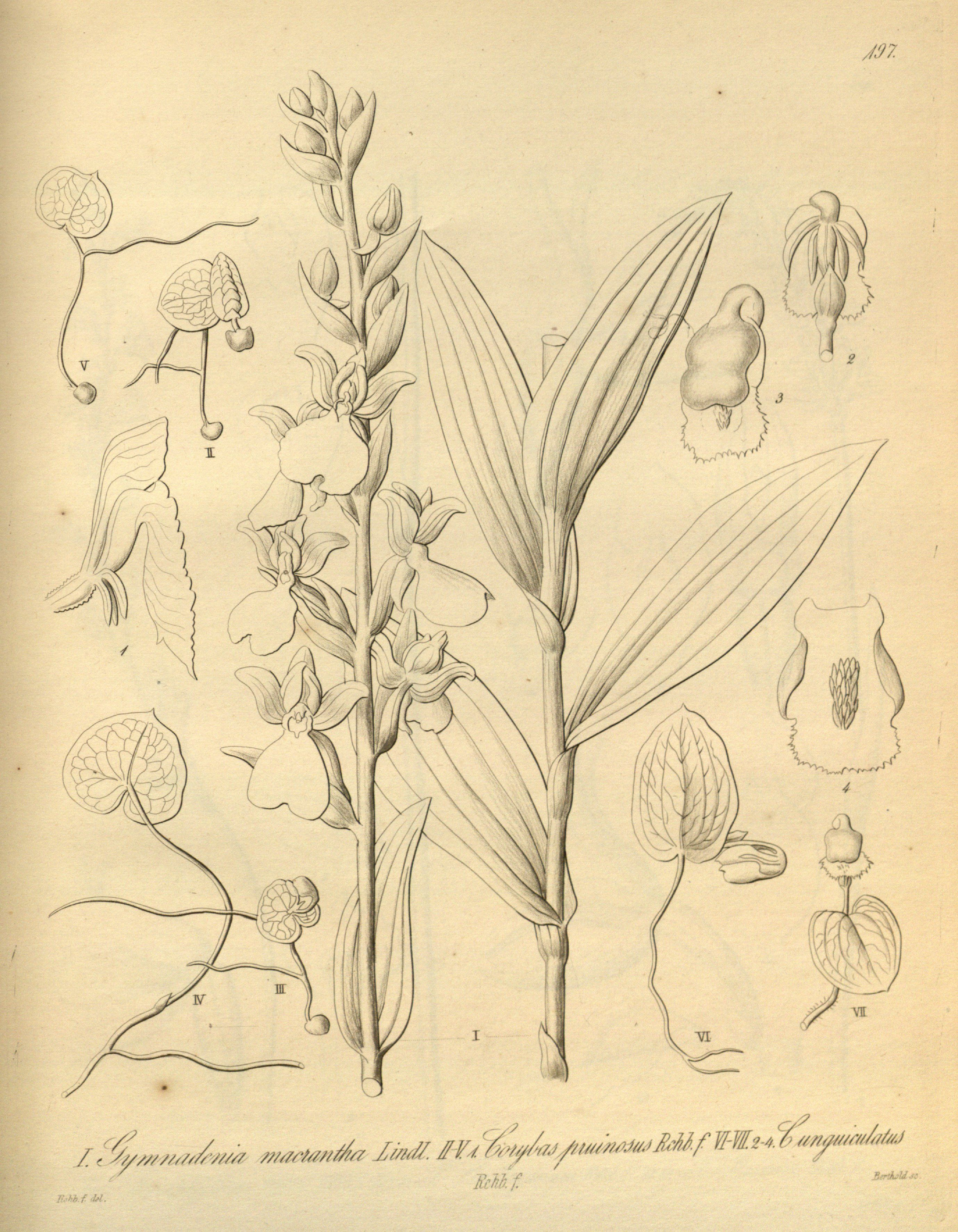